# Pekarna (Maribor)

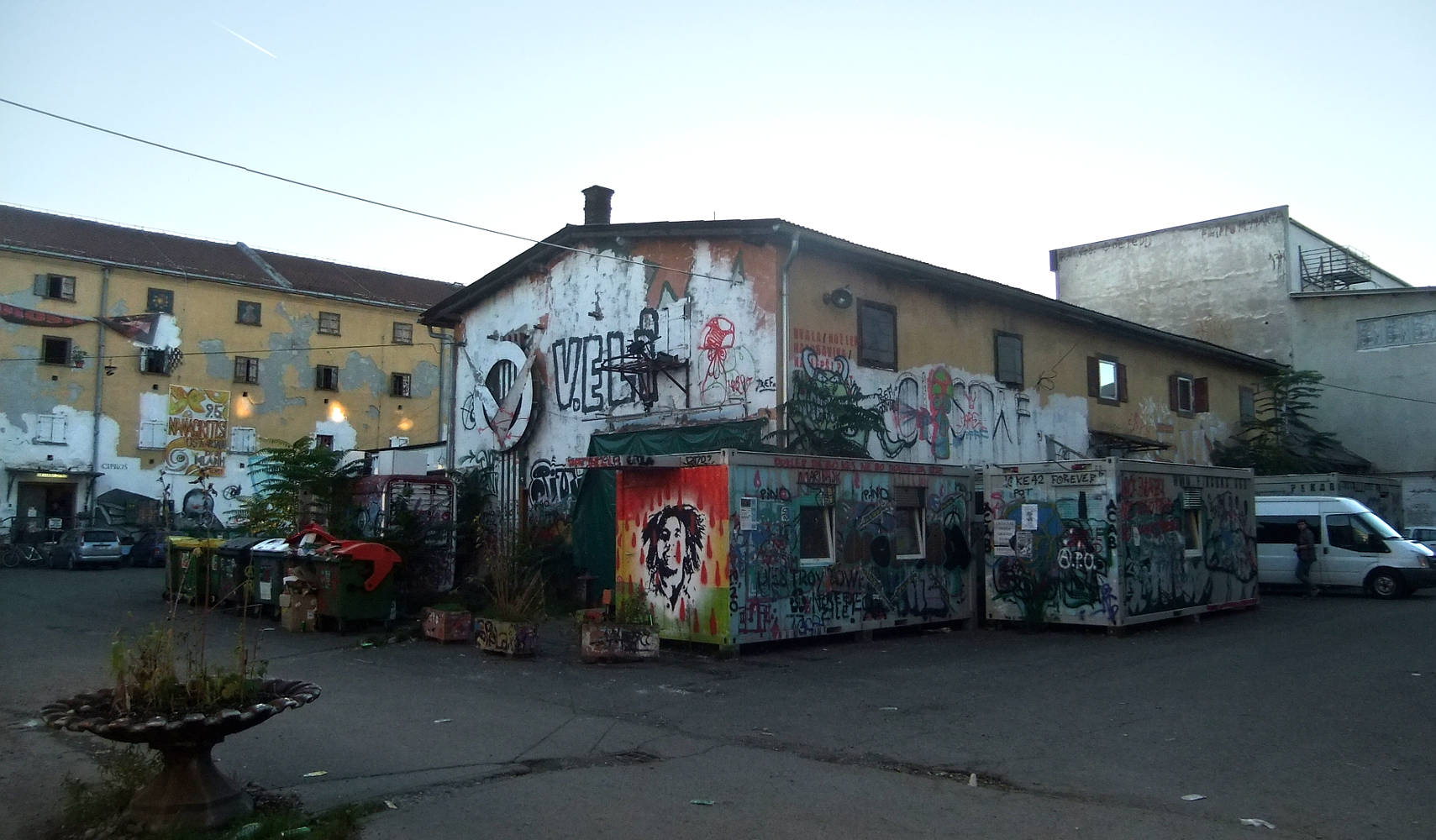
Kulturzentrum Pekarna in Maribor (Teilansicht).

Das Pekarna (dt. Bäckerei, vollständiger Name: Pekarna Magdalenske mreže) ist ein großes gemeinnütziges Kulturzentrum in Stadtbezirk Magdalena von Maribor, Slowenien. Es befindet sich im Zentrum der Stadt auf dem Gelände einer ehemaligen Heeresbäckerei, wovon sich der Name Pekarna ableitet. Im Pekarna wird eine Vielzahl von Veranstaltungen angeboten, es ist überregional bekannt und gilt als beliebter Treffpunkt alternativer junger Menschen.

## Geschichte und Lage
Die ehemalige Zwiebackbäckerei ist 1897 von der Gemeinsamen Armee in dem damals noch zu Österreich gehörenden Marburg an der Drau (heute Maribor) erbaut worden, um die umliegenden Kasernen mit Backwaren zu versorgen. Auch in den beiden Weltkriegen und dem danach folgenden Jugoslawien wurde die Einrichtung als Heeresbäckerei genutzt. Nach dem Zerfall Jugoslawiens und der Auflösung der jugoslawischen Volksarmee standen die Gebäude ab Ende 1991 leer und verfielen. Das Pekarna wurde 1994 von drei verschiedenen Gruppen besetzt. (Verein der Delfinfreunde, der alternativen Musikwerkstatt, sowie durch das Galery House). Formell wurde das heutige Pekarna 1996 durch diese drei Initiativen gegründet und wuchs danach zum größten alternativen Kulturzentrum in Nordost-Slowenien heran.
Von 1999 bis 2001 war das Areal im Besitz des slowenischen Innenministeriums. Dem hat die Stadt Maribor ein anderes Grundstück zum Tausch angeboten und wurde dadurch im Jahr 2001 Eigentümer des Pekarna. Anfangs lag die Heeresbäckerei noch am Stadtrand, sie befindet sich aber durch das andauernde Wachstum der Stadt in Richtung Süden heute im Zentrum von Maribor. In unmittelbarer Nachbarschaft zum Pekarna liegt der Magdalena Park, von dem sich der vollständige Name Pekarna Magdalenske mreže ableitet.

## Infrastruktur und Einrichtungen

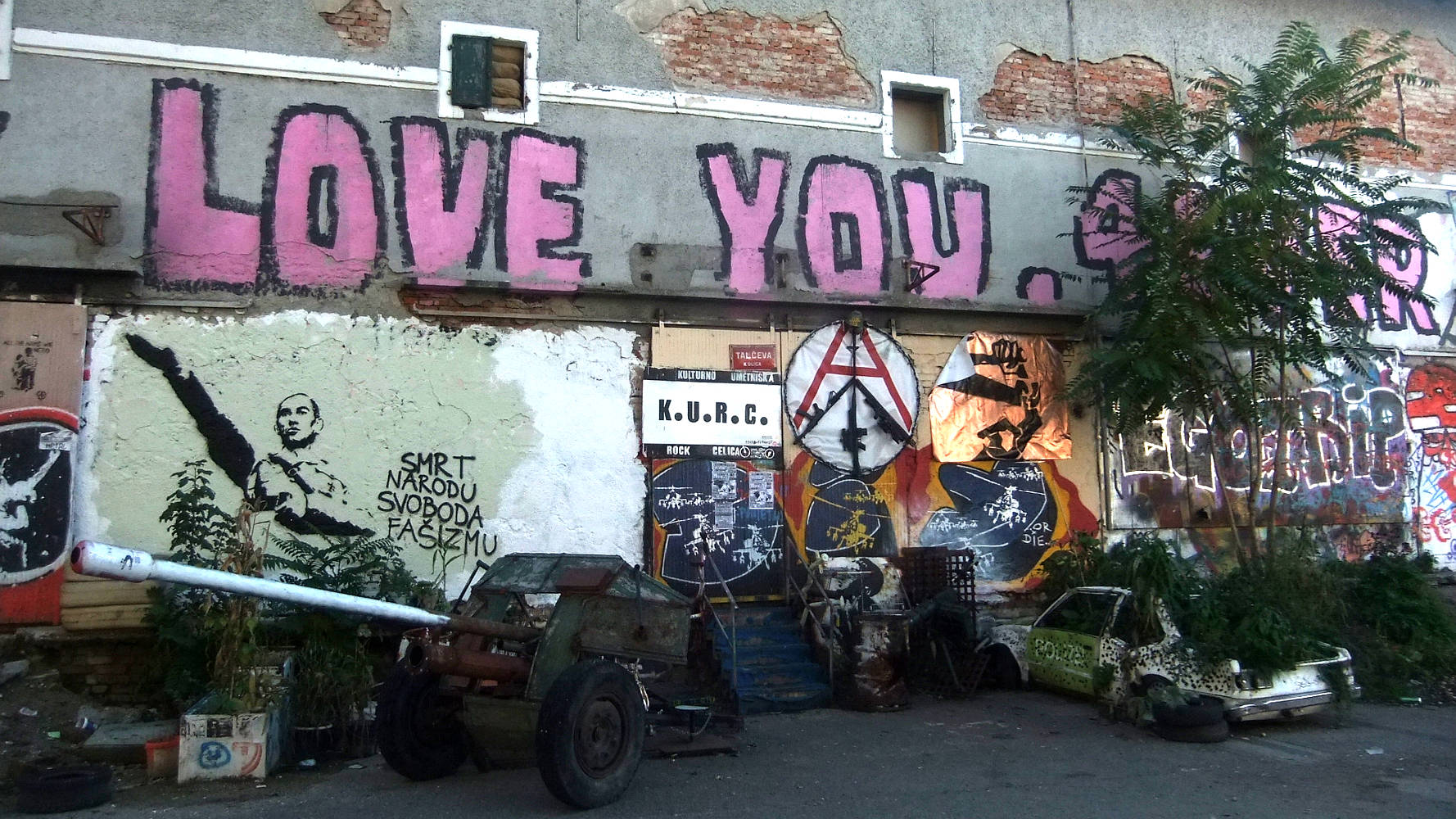
Kunstobjekte im Pekarna: Feldhaubitze und Polizeiwagen.

Das Pekarna-Gelände erstreckt sich über eine Fläche von 8402 m². Es besteht aus sechs zum Teil mehretagigen Gebäuden und einer kleinen, verwilderten Grünfläche, welche von den Gebäuden umgeben wird. Zum Pekarna zählen heute Veranstaltungshallen, vegetarische/vegane Restaurants, ein Theater, ein Hostel, eine Second-Hand Bibliothek, eine Galerie, Probenräume, Internet- und Leseräume sowie Büros. Die meisten angebotenen Aktivitäten finden in den Nachmittags- und Abendstunden statt. Größte Einrichtungen am Ort sind die beiden Veranstaltungshallen Hladilnica und Gustaf.
Bemerkenswert sind neben einigen aus Resten geschweißten Fantasiefiguren auch zwei Kunstobjekte an der Einfahrt zum Pekarna. Sie stellen täuschend echt eine Feldhaubitze und einen von Einschüssen durchsiebten deutschen Polizeiwagen dar. Bei beiden Objekten handelt es sich um Nachbildungen.

## Soziale und künstlerische Aktivitäten
Hauptsächlich finden im Pekarna Ausstellungen, Konzerte, Theatervorstellungen, Filmvorführungen, Festivals, Workshops etc. statt. Im Schnitt gibt es 250 Veranstaltungen pro Jahr. Ein unabhängiges Projekt ist der Infopeka. Er stellt eine Art Infoladen dar, der vor allem Informationen für Jugendliche im Alter zwischen 14 und 27 Jahren anbietet, ältere Besucher sind aber ebenfalls willkommen. Vor allem Informationsmaterial zu kulturellen, sozialen und politischen Themenbereichen wird gratis im Infopeka angeboten. Die Nutzung des Internetzuganges, von Zeitungen, Zeitschriften und diverser Software ist ebenfalls gratis.

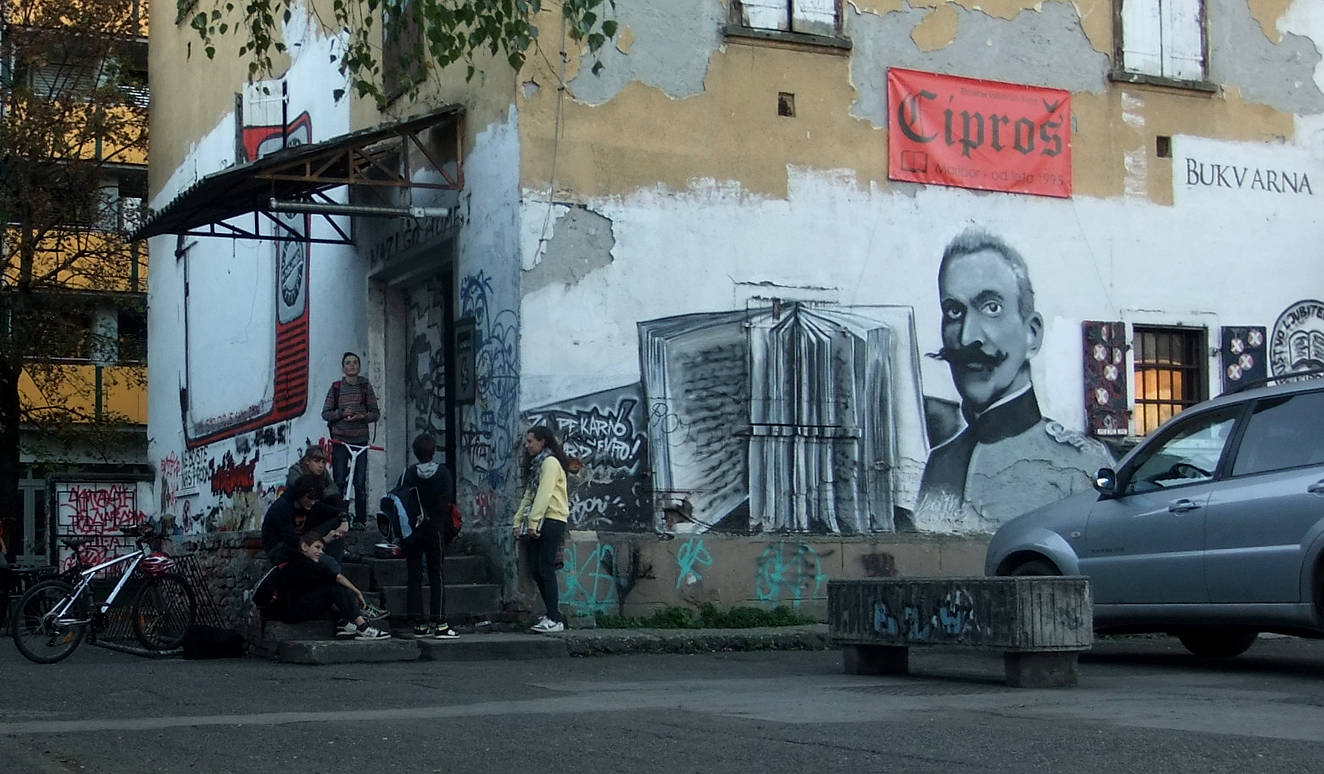
Bibliothek „Bukvarna Ciproš“

Drei Sportvereine (Tauchverein, Kletterverein und Paragleitklub) und die Secondhand-Bibliothek Ciproš mit rund 100.000 Büchern sind im Pekarna untergebracht. Verschiedene Künstler leben und arbeiten ebenfalls im Pekarna. Gelegentlich gibt es Polizeieinsätze, da auf dem Gelände ein lockerer Umgang mit weichen Drogen gepflegt wird, die aber in Slowenien gesetzlich verboten sind.
Bereits seit der Besetzung des Areals im Jahr 1992 veranstaltet das Pekarna mit dem No Border Jam jedes Jahr im August ein vielbeachtetes Punkrock-Festival.

## Finanzierung
Derzeit wird das Pekarna zu knapp vierzig Prozent aus Eigenmitteln und Sponsorengeldern finanziert. Das restliche Geld wird durch die Stadt Maribor (12 %) und den slowenischen Staat (50 %) zugeschossen. Die einzelnen Organisationen und Geschäfte zahlen an die Stadt Maribor als Besitzerin des Geländes eine bewusst gering gehaltene monatliche Miete. Insgesamt macht das Gelände einen ungepflegten, teilweise baufälligen Eindruck (Stand 2016). Eine notwendige Grundsanierung wurde von Bürgermeister Boris Sovič bereits 2002 versprochen, sie würde jedoch „hunderte Millionen Euro“ kosten und ist deswegen momentan für die Stadt Maribor nicht finanzierbar.

## Trivia
In der Stadt Maribor existiert ein kleines Bäckereigeschäft mit dem Namen Pekarna Maribor, das jedoch in keinem Zusammenhang mit dem Kulturzentrum Pekarna steht.